# Szczecinecki Tramwaj Wodny

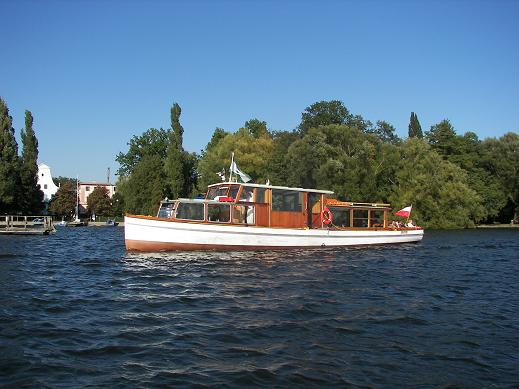
Szczecinecki Tramwaj Wodny "Bayern"

Szczecinecki Tramwaj Wodny – transport wodny w Szczecinku na jeziorze Trzesiecko. Komunikację wodną zapewniają dwie jednostki: tramwaj wodny Bayern oraz statek spacerowy Księżna Jadwiga. Pełny rejs statkiem trwa ok. 1 godziny.
Pasażer ma prawo do bezpłatnego transportu roweru. Wszystkie stacje położone są w sąsiedztwie  niebieskiego szlaku rowerowego dookoła Jeziora Trzesiecko, a niektóre także pozostałych szlaków Pojezierza Szczecineckiego.

## Dane techniczne
| Nazwa:                    | Bayern                                 |
| Rok produkcji:            | 1923/1961                              |
| Miejsce:                  | Stocznia Rambeck, Starnberg / Kellerer |
| Długość:                  | 18,50m                                 |
| Szerokość:                | 3,50m                                  |
| Wolna burta:              | 0,69m                                  |
| Zanurzenie:               | 0,80m                                  |
| Wysokość:                 | 1,49m                                  |
| Wyporność:                | 26,5t                                  |
| Silnik główny:            | Deutz - MWM - Mannheim typ D916-8      |
|                           | moc 57 kW, 2400 obr / min              |
| Zużycie oleju napędowego: | 4 litry na godzinę                     |
| Liczba miejsc:            | 54 osoby                               |

| Nazwa:                    | Księżna Jadwiga                                                       |
|                           |                                                                       |
| Rok produkcji:            | 1967                                                                  |
| Miejsce:                  | Neckarsulm                                                            |
| Długość:                  | 25,25m                                                                |
| Szerokość:                | 4,37m                                                                 |
| Zanurzenie:               | 0,93m                                                                 |
| Wysokość:                 | 5,0m                                                                  |
| Wyporność:                | 51t                                                                   |
| Silnik główny:            | MAN                                                                   |
|                           | moc 125 kW                                                            |
| Zużycie oleju napędowego: | 10-12 litrów na godzinę [dane dla „Gertraud”, silnik 180 KM (130 kW)] |
| Ilość miejsc:             | 142 osoby                                                             |